# Parsamtal
Omvärderande Parsamtal är en gräsrotsrörelse i vilken enskilda personer utbyter ömsesidig handledning till låga eller inga kostnader. Det bygger på teorierna att:
- att alla människor behöver tala, alla har behov av att få prata av sig - och att det därför sällan är någon som verkligen lyssnar.
- att alla människor bär på uppdämda känslor som behöver ventileras eller "urladdas".
- att lekmän genom parsamtal kan lära sig handleda varandra framgångsrikt.

Omvärderande Parsamtal grundades av Harvey Jackins under 1950-talet i Seattle, USA, på grundval av egna erfarenheter av att handleda enskilda och till vissa delar inspirerat av andra psykologiska rörelser.
Jackins grundade Omvärderande parsamtal (engelska Re-evaluation Counseling, http://www.rc.org), ett nätverk som är aktivt och växande.